# Elettrometallurgia
L'elettrometallurgia è una branca dell'elettrochimica che sfrutta il fenomeno dell'elettrodeposizione dei metalli, per cui durante i processi metallurgici il metallo presente all'anodo viene depositato al catodo.
I processi elettrometallurgici possono comportare sia addizione sia rimozione di parti in un determinato metallo, grazie al trasferimento elettrolitico del metallo stesso.

## Principio di funzionamento
Un generico processo metallurgico si svolge seguendo tale sequenza:
- il metallo presente all'anodo (ad esempio Cu) si dissolve nell'elettrolita sotto forma di ioni metallici (ad esempio Cu2+);
- gli ioni metallici si spostano nell'elettrolita, dall'anodo verso il catodo, guidati dall'azione di una differenza di potenziale elettrico generata all'esterno della cella elettrolitica dove ha luogo il processo metallurgico;
- gli ioni metallici si depositano al catodo.

## Esempi
Alcuni esempi di processi elettrometallurgici sono:
- estrazione elettrolitica (o electrowinning): all'anodo si posiziona una soluzione acquosa o materiali metallici fusi o sali fusi da cui deve essere estratto il metallo,[2] che si raccoglie al catodo; un esempio è il processo di Hall-Héroult, utilizzato per la produzione di alluminio;
- raffinazione elettrolitica (o electrorefining): all'anodo si posiziona il metallo da purificare, che si trasferisce al catodo, mentre le impurezze rimangono all'anodo o si dissolvono nella soluzione elettrolitica;[2] un esempio è la raffinazione elettrolitica del rame;
- galvanostegia (o electroplating): al catodo si posiziona un metallo che viene ricoperto da un metallo di altra natura presente all'anodo;
- galvanoplastica: al catodo viene posizionato un oggetto non conduttore, sul quale viene depositato il metallo proveniente dall'anodo;
  - elettroformatura (o electroforming): particolare tecnica di galvanoplastica, in cui il modello sul quale avviene il deposito viene estratto alla fine del processo (utilizzata ad esempio per ottenere una copia cava di un oggetto);
  - incisione fotogalvanica: tecnica di calcografia mediante galvanoplastica che sfrutta la precisione dei processi elettrolitici per ottenere immagini di alta qualità;
- elettrolucidatura (o electropolishing): si opera una rimozione controllata del metallo dalla superficie;
- elettroerosione (o electromachining).
- ossidazione elettrolitica (o anodizzazione): praticata su alluminio e sue leghe (le cosiddette leghe leggere) per conferire resistenza meccanica.

Produzione elettrolitica dell'alluminio
Raffinazione elettrolitica del rame
Galvanostegia
Galvanoplastica